# Kanał Obwodowy w Petersburgu
Kanał Obwodowy (ros. Обводный канал, Obwodnyj kanał) – najdłuższy kanał w Petersburgu, przekopany etapami na przełomie XVIII i XIX w. między Jekatieringofką a Newą.

## Przebieg
Pierwszy odcinek Kanału Obwodowego został wykopany w latach 1769–1780 między rzeką Jekatieringofką a wykopanym wcześniej Kanałem Ligowskim (w XIX-XX w. zasypanym, na jego miejscu biegnie Prospekt Ligowski). Początkowo nosił nazwę Kanału Miejskiego (Городский канал – Gorodskij kanał), następnie Nowego Kanału (Новый Канал – Nowyj Kanał). W 1805 r. pod kierunkiem Iwana Gerarda rozpoczęto przedłużanie kanału w kierunku wschodnim, a także pogłębianie i poszerzanie już istniejącego odcinka. W latach 1816–1833 przekopano drugi odcinek kanału od Kanału Ligowskiego do Newy (na południe od Ławry Aleksandra Newskiego). Łącznie kanał osiągnął długość 8,08 kilometrów. Jego szerokość wynosi 21,3 metra w części zachodniej i do 42,6 w części wschodniej. Głębokość kanału, który w latach 30. XX w. był oczyszczany i pogłębiany, ostatecznie nie przekracza 3 metrów. Przedłużenie kanału do Newy, mające na celu połączenie rzeki z Zatoką Fińską z ominięciem delty Newy, odbyło się z osobistego rozkazu Aleksandra I. Kanał miał pełnić funkcję transportową, ale jego przekopanie było też jednym ze środków, jakie przedsięwzięły władze, próbując zapobiec powtarzającym się powodziom zalewającym miasto.
Przez Kanał Obwodowy przerzuconych jest 14 mostów drogowych oraz siedem pieszych. Są to, kolejno od zachodu, mosty Stiepana Razina, Nowo-Kalinkiński, Nowo-Peterhofski, Borisowski, Tarakanowski (oba piesze), Krasnooktiabrski, Bałtijski, Mitrofanjewski (pieszy i drogowy biegnące równolegle), Warszawski, Nowo-Moskowski, Maslany, Gazowy, Możajski (wszystkie trzy piesze), Ruzowski, Ippodromny, Borowy, Nowo-Kamienny, Karietny, Priedtieczeński, Atamański oraz Szlisselburski. Ponadto przez kanał przebiegają mosty kolejowe Amierikanski oraz Carskosielski.

## Historia

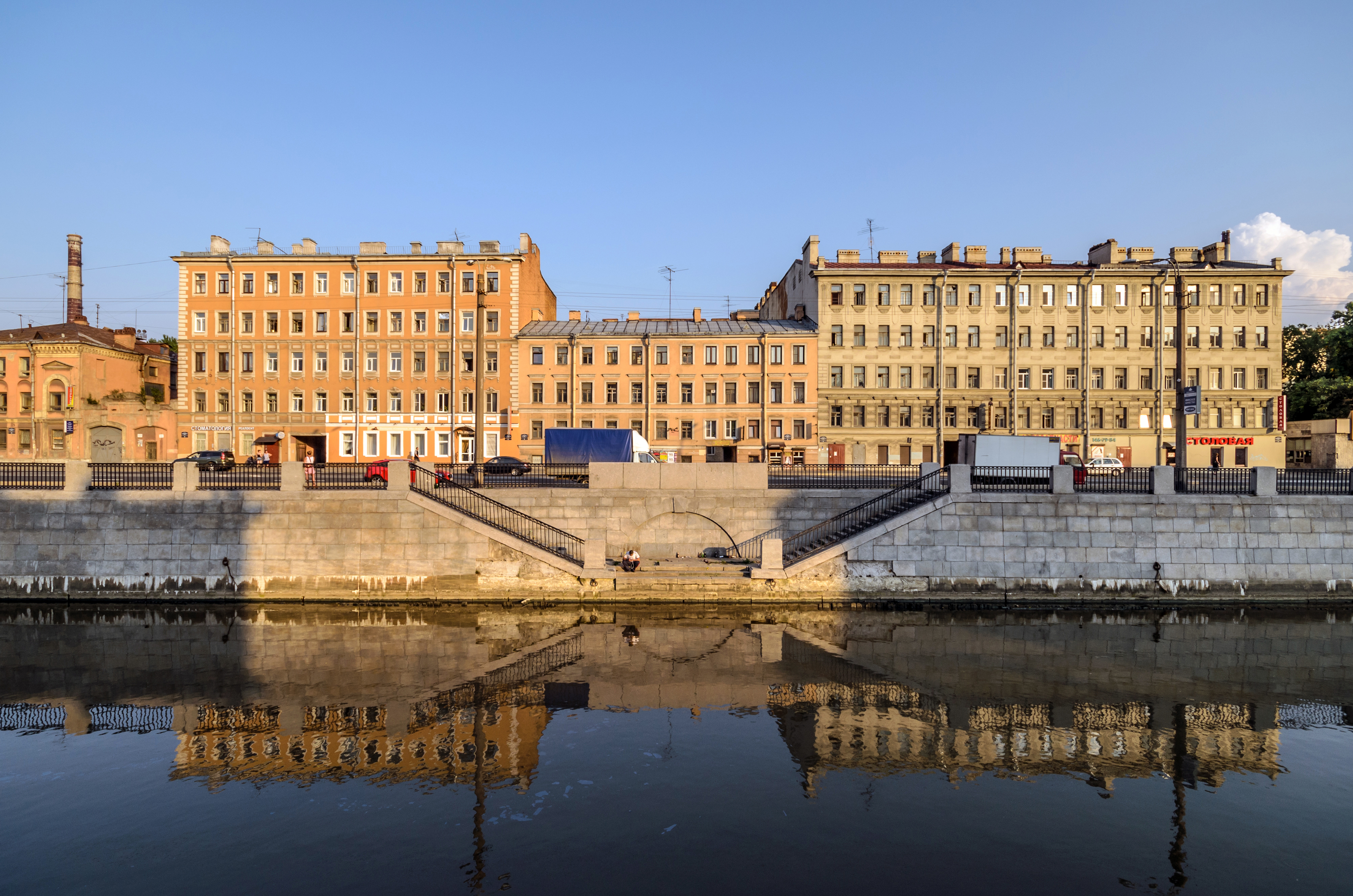
Kamienice czynszowe nad brzegiem Kanału Obwodowego, XIX-XX w.

W momencie ukończenia prac nad kopaniem kanału wyznaczał on południową granicę Petersburga. Od 1835 r. do początku XX w. kanał był spławny. 
W 1833 r. władze miasta wydały zalecenie, by na południe od Kanału Obwodowego wznosić nowe fabryki. Faktycznie okolica kanału nabrała przemysłowego charakteru, a on sam w II połowie XIX w. pełnił faktycznie funkcję kolektora ściekowego. W latach 70. XIX w. nabrzeża Kanału Obwodowego były już największym petersburskim skupiskiem fabryk i obiektów przemysłowych. Fabryki położone wzdłuż kanału były miejscem, w którym rozpoczął się pierwszy w historii Petersburga ogólnomiejski strajk robotniczy, zapoczątkowany w 1896 r. przez robotnice przędzalni położonej pod dzisiejszym nr 225. W zakładach tych działały w końcu stulecia organizacje socjalistyczne.
W 1904 r. nad Kanałem Obwodowym, na wysokości budynku nr 163, eserowiec Jegor Sazonow dokonał udanego zamachu na ministra spraw wewnętrznych Imperium Rosyjskiego Wiaczesława Plehwego.

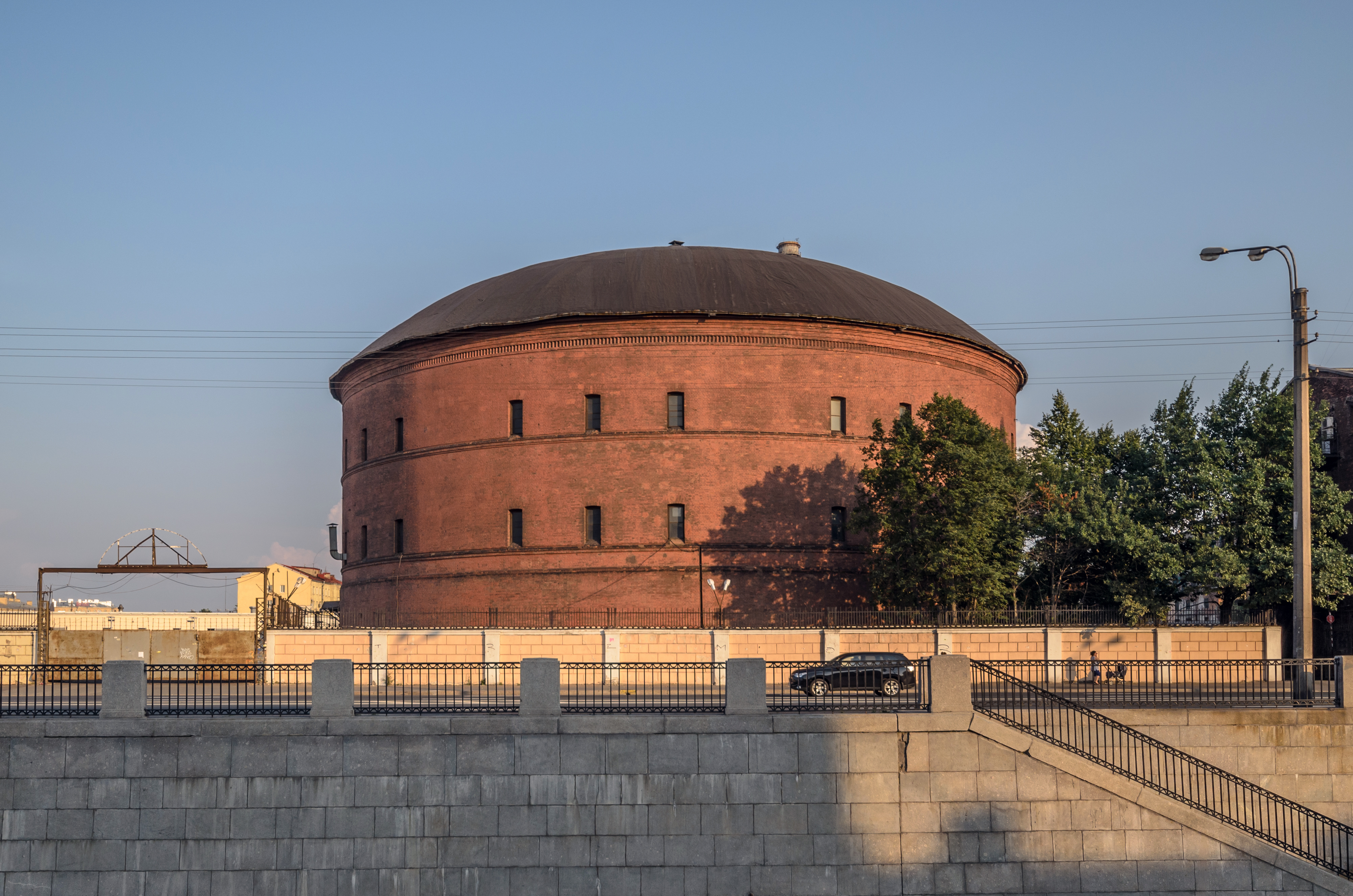
Budynek dawnej gazowni na brzegu Kanału Obwodowego

W latach 60. XX w. zakończono porządkowanie i umacnianie brzegów i nabrzeży kanału. Nabrzeża kanału i biegnące nimi ulice stały się jednymi z głównych towarowych arterii Petersburga. W latach 70. XX w. rozważano zasypanie kanału i wykopanie nowego, położonego jeszcze dalej na południe, poza granicą zabudowy miejskiej. Koncepcja zasypania kanału nie została zrealizowana, w 2005 r. uznano ją za nierentowną. W 2011 r. ponownie rozważano zasypanie kanału i urządzenie na jego miejscu drogi szybkiego ruchu. Przeciwko tym planom protestowały organizacje ekologiczne. Ostatecznie jednak plany te zostały po kilkuletniej dyskusji zarzucone, a kanał postanowiono zachować jako swoisty pomnik historii. Okolica kanału, niegdyś o przemysłowym charakterze, zmienia się w przestrzeń usługową i handlową.
Z Kanałem Obwodowym wiąże się legenda miejska, przedstawiająca go jako miejsce przeklęte. Według legendy po tym, gdy w 1923 r. przy budowie Prospektu Ligowskiego zniszczono znajdujące się nad kanałem miejsca pochówku z XI–XII w., zaczęła tam działać fatalna siła, w której rezultacie w latach zakończonych na cyfrę 3 raptownie rosła liczba samobójstw, popełnianych przez rzucenie się do kanału.

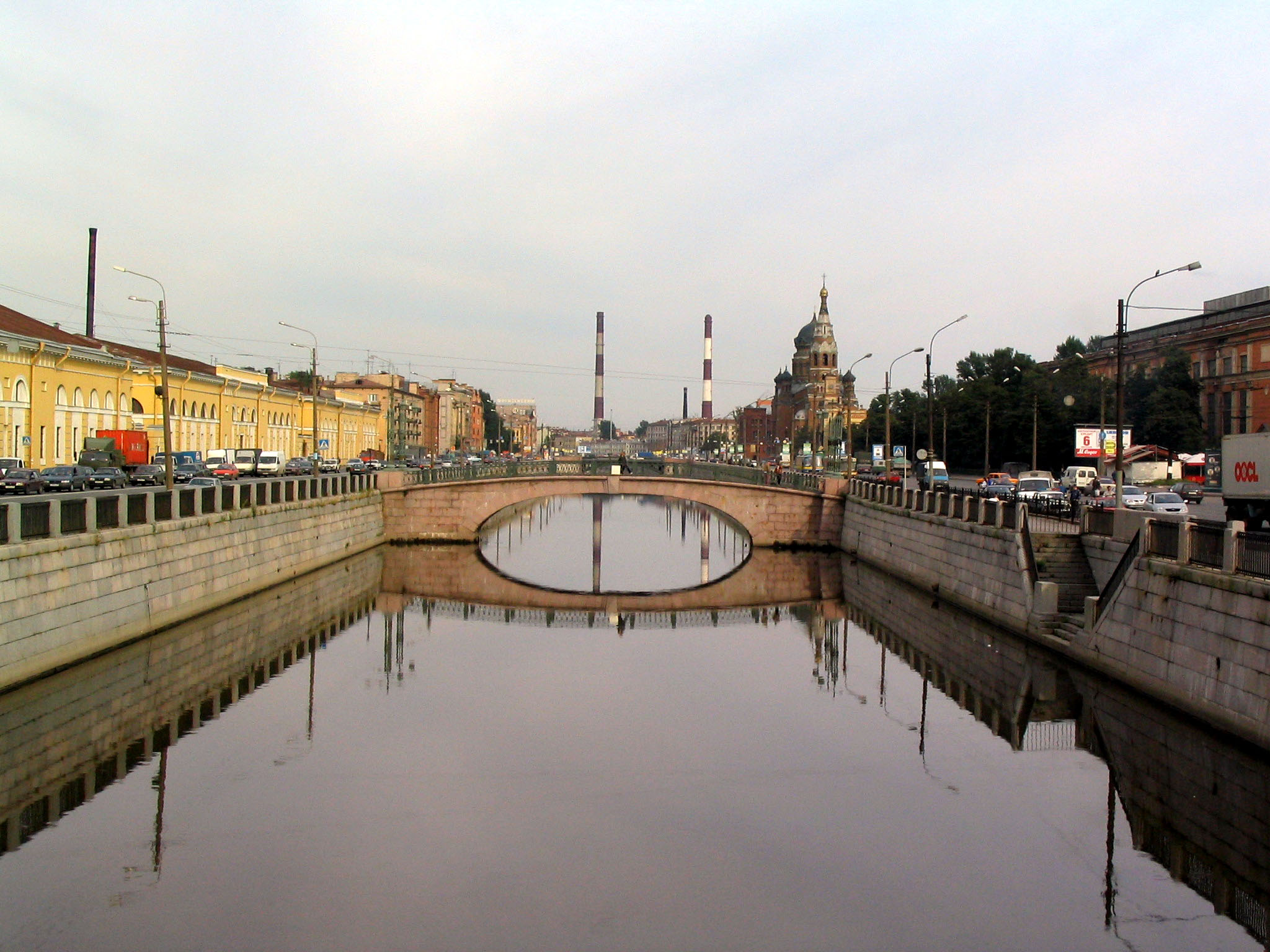
Most Bałtycki

## Znaczące obiekty
Na nabrzeżu Kanału Obwodowego położone są następujące obiekty o wartości historycznej i zabytkowej:
- dawna siedziba Petersburskiej Akademii Duchownej z lat 1817–1819, wzniesiona według projektu Luigiego Ruski, pod nr 7
- budynek drukarni Iwana Fiodorowa pod nr 19[4]
- Izmajłowskie magazyny prowiantowe z lat 1819–1821, wzniesiona według projektu Wasilija Stasowa, pod numerami od 169 do 173,
- kompleks koszarowy Kozackiego pułku lejbgwardii z lat 40. XIX w. pod numerami od 23 do 39,
- Dworzec Bałtycki (II poł. XIX w.),
- Dworzec Warszawski (II poł. XIX w.),
- kompleks fabryki Czerwony Trójkąt,
- dom kultury im. Aleksandra Ciurupy, wzniesiony w 1912 r. jako szkoła, pod nr 181
- willa Timofieja Dylowa, wzniesiona według projektu Ippolita Monighettiego,
- cerkiew Zmartwychwstania Pańskiego wzniesiona w latach 1904–1908, pod nr 116[5]. Nad kanałem, w pobliżu jego skrzyżowania z Prospektem Ligowskim, znajduje się również stacja metra Obwodnyj kanał, położona na linii piątej (Frunzeńsko-Nadmorskiej) metra petersburskiego[14]. Historycznie nie była to jedyna cerkiew w tej części Petersburga - pod nr 99 znajdowała się cerkiew św. Mirona, pułkowa świątynia pułku jegrów lejbgwardii. Została ona jednak zniszczona w 1934 r.[15]